# Diócesis de Broken Bay
La diócesis de Broken Bay (en latín: Dioecesis Sinus Tortuosi y en inglés: Roman Catholic Diocese of Broken Bay) es una circunscripción eclesiástica de la Iglesia católica en Australia. Se trata de una diócesis latina, sufragánea de la arquidiócesis de Sídney. Desde el 7 de octubre de 2019 su obispo es Anthony Randazzo.

## Territorio y organización
La diócesis tiene 2763 km² y extiende su jurisdicción sobre los fieles católicos de rito latino residentes en la región de Broken Bay del estado de Nueva Gales del Sur.
La sede de la diócesis se encuentra en la ciudad de Pennant Hills; mientras que en Waitara se halla la Catedral de Nuestra Señora del Rosario y en St Ives se encuentra la excatedral del Corpus Domini.
En 2018 en la diócesis existían 26 parroquias agrupadas en 3 decanatos: Central Coast, North Shore y Northern Beaches.

## Historia
La diócesis fue erigida el 8 de abril de 1986 mediante la bula Quippe cum aeternam del papa Juan Pablo II, obteniendo el territorio de la arquidiócesis de Sídney.
El 25 de abril de 2008 la catedral se trasladó a la iglesia de Nuestra Señora del Rosario, en Waitara, mediante el decreto Ut spirituali de la Congregación para los Obispos.

## Estadísticas
Según el Anuario Pontificio 2023 la diócesis tenía a fines de 2022 un total de 253 445 fieles bautizados.
| Año                                                                             | Población            | Población | Población      | Sacerdotes | Sacerdotes    | Sacerdotes    | Bautizados por sacerdote | Diáconos permanentes | Religiosos | Religiosos | Parroquias |
| Año                                                                             | Bautizados católicos | Total     | % de católicos | Total      | Clero secular | Clero regular | Bautizados por sacerdote | Diáconos permanentes | Varones    | Mujeres    | Parroquias |
| ------------------------------------------------------------------------------- | -------------------- | --------- | -------------- | ---------- | ------------- | ------------- | ------------------------ | -------------------- | ---------- | ---------- | ---------- |
| 1990                                                                            | 153 728              | 658 900   | 23.3           | 136        | 55            | 81            | 1130                     |                      | 133        | 192        | 39         |
| 1999                                                                            | 191 728              | 767 241   | 25.0           | 103        | 49            | 54            | 1861                     |                      | 99         | 154        | 39         |
| 2000                                                                            | 187 837              | 815 647   | 23.0           | 106        | 52            | 54            | 1772                     |                      | 92         | 154        | 39         |
| 2001                                                                            | 187 854              | 835 043   | 22.5           | 105        | 49            | 56            | 1789                     |                      | 96         | 154        | 39         |
| 2002                                                                            | 198 820              | 848 631   | 23.4           | 101        | 41            | 60            | 1968                     |                      | 98         | 154        | 39         |
| 2003                                                                            | 179 710              | 849 413   | 21.2           | 95         | 40            | 55            | 1891                     |                      | 93         | 150        | 39         |
| 2004                                                                            | 203 969              | 811 406   | 25.1           | 108        | 42            | 66            | 1888                     |                      | 77         | 150        | 40         |
| 2006                                                                            | 206 000              | 819 000   | 25.2           | 117        | 43            | 74            | 1760                     | 4                    | 85         | 32         | 40         |
| 2012                                                                            | 389 465              | 915 536   | 42.5           | 112        | 37            | 75            | 1477                     | 5                    | 99         | 63         | 26         |
| 2015                                                                            | 229 191              | 938 978   | 24.4           | 109        | 47            | 62            | 2102                     | 7                    | 85         | 63         | 26         |
| 2018                                                                            | 238 800              | 978 880   | 24.4           | 104        | 42            | 62            | 2296                     | 7                    | 79         | 41         | 26         |
| 2020                                                                            | 246 250              | 1 009 400 | 24.4           | 95         | 40            | 55            | 2592                     | 6                    | 74         | 30         | 26         |
| 2022                                                                            | 253 445              | 1 039 830 | 24.4           | 103        | 41            | 62            | 2460                     | 7                    | 71         | 19         | 26         |
| Fuente: Catholic-Hierarchy, que a su vez toma los datos del Anuario Pontificio. |                      |           |                |            |               |               |                          |                      |            |            |            |

## Episcopologio
- Patrick Laurence Murphy † (8 de abril de 1986-9 de julio de 1996 retirado)
- David Louis Walker (9 de julio de 1996-13 de noviembre de 2013 retirado)
- Peter Andrew Comensoli (20 de noviembre de 2014-29 de junio de 2018 nombrado arzobispo de Melbourne)
- Anthony Randazzo, desde el 7 de octubre de 2019